# Municipio de Albion (Míchigan)
El municipio de Albion (en inglés: Albion Township) es un municipio ubicado en el condado de Calhoun en el estado estadounidense de Míchigan. En el año 2010 tenía una población de 1123 habitantes y una densidad poblacional de 13,13 personas por km².

## Geografía
El municipio de Albion se encuentra ubicado en las coordenadas 42°11′43″N 84°45′48″O / 42.19528, -84.76333. Según la Oficina del Censo de los Estados Unidos, el municipio tiene una superficie total de 85.56 km², de la cual 84,51 km² corresponden a tierra firme y (1,22 %) 1,05 km² es agua.
La ciudad de Albion se encuentra en el límite norte del municipio, aunque es administrativamente autónoma. Hay dos pequeños lugares en el municipio:
- Babcock está en 42°13′02″N 84°48′00″O / 42.21722, -84.80000, unos 3 km al sur de la ciudad de Albion.[5]
- Condit está en 42°11′18″N 84°47′12″O / 42.18833, -84.78667, unos 6 km al suroeste de la ciudad de Albion.[6] y unos 3 km) al norte de Homer.[7]

## Demografía
Según el censo de 2010, había 1123 personas residiendo en el municipio de Albion. La densidad de población era de 13,13 hab./km². De los 1123 habitantes, el municipio de Albion estaba compuesto por el 93,59 % blancos, el 2,49 % eran afroamericanos, el 0,62 % eran amerindios, el 1,34 % eran asiáticos, el 0,45 % eran de otras razas y el 1,51 % eran de una mezcla de razas. Del total de la población el 1,78 % eran hispanos o latinos de cualquier raza.